# Scelotes limpopoensis
Scelotes limpopoensis är en ödleart som beskrevs av  Vivian William Maynard Fitzsimons 1930. Scelotes limpopoensis ingår i släktet Scelotes och familjen skinkar.

## Underarter
Arten delas in i följande underarter:
- S. l. albiventris
- S. l. limpopoensis